# 加文·纽森
加文·克里斯托弗·纽森（英語：Gavin Christopher Newsom，1967年10月10日—；姓氏又譯紐瑟姆、纽萨姆），美國政治人物、企业家，民主党党员，現任加利福尼亚州州長。他曾任旧金山市長、加利福尼亞州副州長。2018年美國期中選舉，作为加州副州長的紐森代表民主黨參選州長並成功當選。

## 生平
加文·紐森与1967年10月10日生于三藩市湾区，是第四代旧金山移民。他的父亲威廉·纽森（William Alfred Newsom III，1934—2018）是加州上诉法院的法官和盖蒂石油的法律顾问；他的母亲泰莎·孟席斯（Tessa Thomas Menzies，1946—2002）是苏格兰裔美国人，泰莎·孟席斯的外祖父是肾脏学和血液学先驱托马斯·阿迪斯（Thomas Addis Jr.，1881—1949）。他五岁那年父母离异，纽森和妹妹希拉里（Hilary Newsom Callan，1968年生）由母亲抚养成人。由于父亲的赡养费经常欠缺（据称是因为其经常“捐赠”），母亲不得不担负三份工作来抚养子女，因为家境贫困还曾将住房租借给政府寄养儿童，纽森也曾在中学时打多份零工来帮助母亲
。
纽森声称自己童年因为失读症在学校困难重重，不得不依赖有声书、文摘和口述辅助学习，到现在也更偏好用语音解读文件和报告。在胜利之后堂教会学校完成小学教育后，纽森就读拉克斯珀的公立红木中学（Redwood High School），是校队的篮球（得分后卫）和棒球（外野手）双料运动员，曾因此上过《马林独立日报》的头版封面。他的体育天赋使其获得了圣克拉拉大学的棒球奖学金，是大学校队的左投手（但两年后因伤退役），并于1989年获得了政治科学的理学学士学位。在大学期间，纽森还曾到意大利罗马留学了一个学期。
纽森在1967～1977年间曾是美國前眾議院議長南希·佩洛西的妯娌侄子——他已故的姑姑芭芭拉·纽森（Belinda Barbara Newsom，1935—2008）是佩洛西丈夫哥哥罗恩·佩洛西的前妻，两人在1977年离婚。

### 商业生涯
大学毕业后，纽森在父亲的好友——盖蒂家族的戈登·盖蒂（Gordon Getty）的资助下，与1992年创建了胖杰克酒庄（PlumpJack Winery）——酒庄的名字来源于盖蒂自己编写的一部歌剧。根据《旧金山纪事报》的采访，盖蒂和纽森的关系亲如父子，在第一次投资酒庄成功后接着又投资了九个酒庄。
纽森的红酒生意最终发展成了一个有700名雇员的大企业。在1993～2000年间，纽森和其投资人开辟了包括咖啡店、烧烤店、酒吧、服装店和房地产开发等业务，旗下包括五个餐厅和两个服装零售店。他本人在1996～2001年间的年收入超过了42.9万美元，在2002年的净值约为690万美元。纽森还坚持每月奖励商业构想失败的员工50美元的礼品券，因为他认为“失败是成功之母”。
纽森在2004年成为旧金山市长后出售了自己在旧金山的业务股份，但保留了旧金山以外的股份。至2007年，他商业上的年收入在14.1～25.1万美元之间。在2006年2月，纽森在俄罗斯山的富人区购买了235万美元的豪宅，并在三年后的2009年4月以300万美元出售。
2023年3月的硅谷银行倒闭事件中，纽森名下的三个公司被透露都是硅谷银行的客户。

## 从政生涯

### 三藩市市长
他在2003年11月當選三藩市第42届市长，2004年1月8日就職，上任後他推動同性婚姻合法化，曾給予伴侶註冊。2007年，在其主導下，三藩市加入《京都議定書》。
2010年11月当选美国加利福尼亚州副州长。2011年1月10日，纽森提前一年结束三藩市市长任期，就任美国加利福尼亚州副州长。

### 加州州長
2018年加利福尼亞州州長選舉，紐森以61.95%優勢票擊敗共和黨對手約翰·H·考克斯，接替民主黨籍的謝利·布朗出任州長。
2021年9月14日，紐森被提報的罷免案正式投票，但以61.88%的反對票而未被罷免成功。
2022年加利福尼亞州州長選舉，紐森以59.18%優勢票擊敗共和黨對手布萊恩·達爾，成功連任加利福尼亚州州长。
2023年10月23日至29日期间，纽森协同夫人一起以州长身份访华，是2020年以来第一位来访的美国州长。他七天的行程期间到访了香港、深圳、广州、北京、盐城和上海等城市，还在10月25日下午在人民大会堂与习近平会见。两周后的11月11日，纽森作为該年APEC峰会主办地的州长在旧金山接待了习近平，并协调了其与拜登的会面。
2024年年末，面對日益加劇的「零元購」等治安危機，纽森陸續簽署了兩黨的一攬子打擊犯罪法案，內容包括對涉及零售和財產竊盜的個人實施更嚴厲的處罰、允許警方有合理理由下逮捕零售竊盜的嫌疑人、對損壞企業和財產的犯罪者實施新的處罰等。
2025年3月6日，在纽森自己的播客節目《這就是加文·紐瑟姆》與保守派網路紅人查理·科克的交談中首次提到，他認為跨性別運動員參與女子體育是「不公平」，并表示人們對跨性別運動員是否公平的質疑不應成為禁忌，儘管某些弱勢群體受到保護也很重要。纽森對這議題的表態與自由主義者和美國民主黨的主流政客看法截然不同。2025年4月24日，纽森宣佈加州的GDP超越日本，成為全球第四大經濟體。

## 私人生活

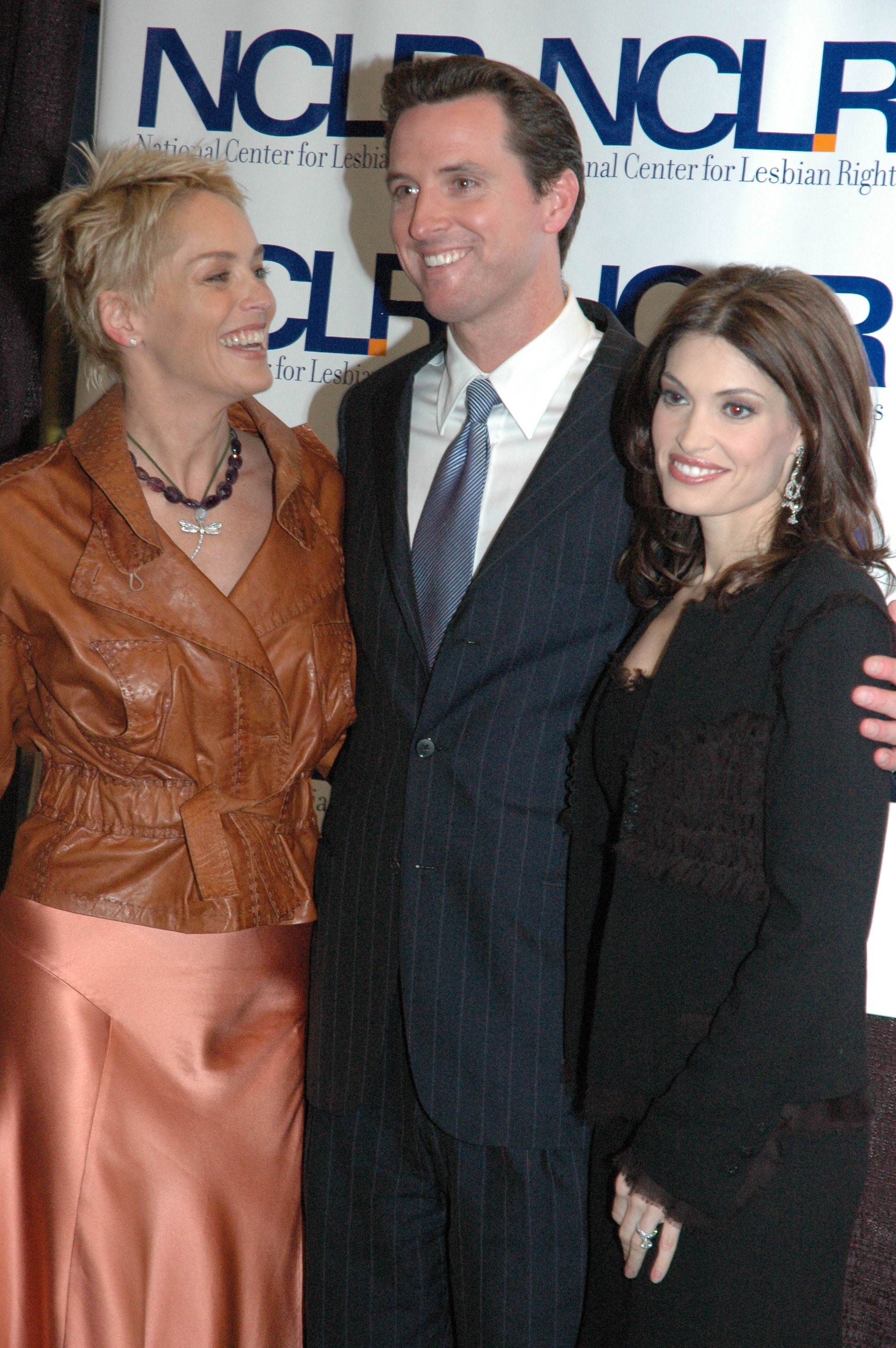
时任旧金山市长的纽森与第一任妻子金伯利·加法叶（右）和好莱坞演员莎朗·斯通（左）参加2004年女同性恋权力精神奖

纽森遵从父亲的天主教信仰并接受过洗礼，自称是“叛逆型爱尔兰天主教徒”。他是设计师和模特纳兹·盖蒂（Nats Getty）的教父。
2006年9月，时任旧金山市长的纽森曾公开宣布将寻求酗酒治疗。
2012年，纽森和家人从旧金山搬到在马林县肯特菲尔德的新购的一处房产居住。2021年8月，纽森将马林县的房产以590万美元的售价私下卖出。之前他曾在2019年初将其以589.5万美元的价格公开放在房市上出售，但在报价将至569.5万美元后将出售撤除.。
在选为州长后，纽森一家搬到萨克拉门托下城的州长宅邸居住，之后一直定居在费尔奥克斯。2019年5月，《萨克拉门托蜜蜂报》宣称纽森在费尔奥克斯花费370万美元购买的12,000平方英尺（1,100平方）的豪宅是萨克拉门托地区当年卖出最贵的私宅。

### 婚姻

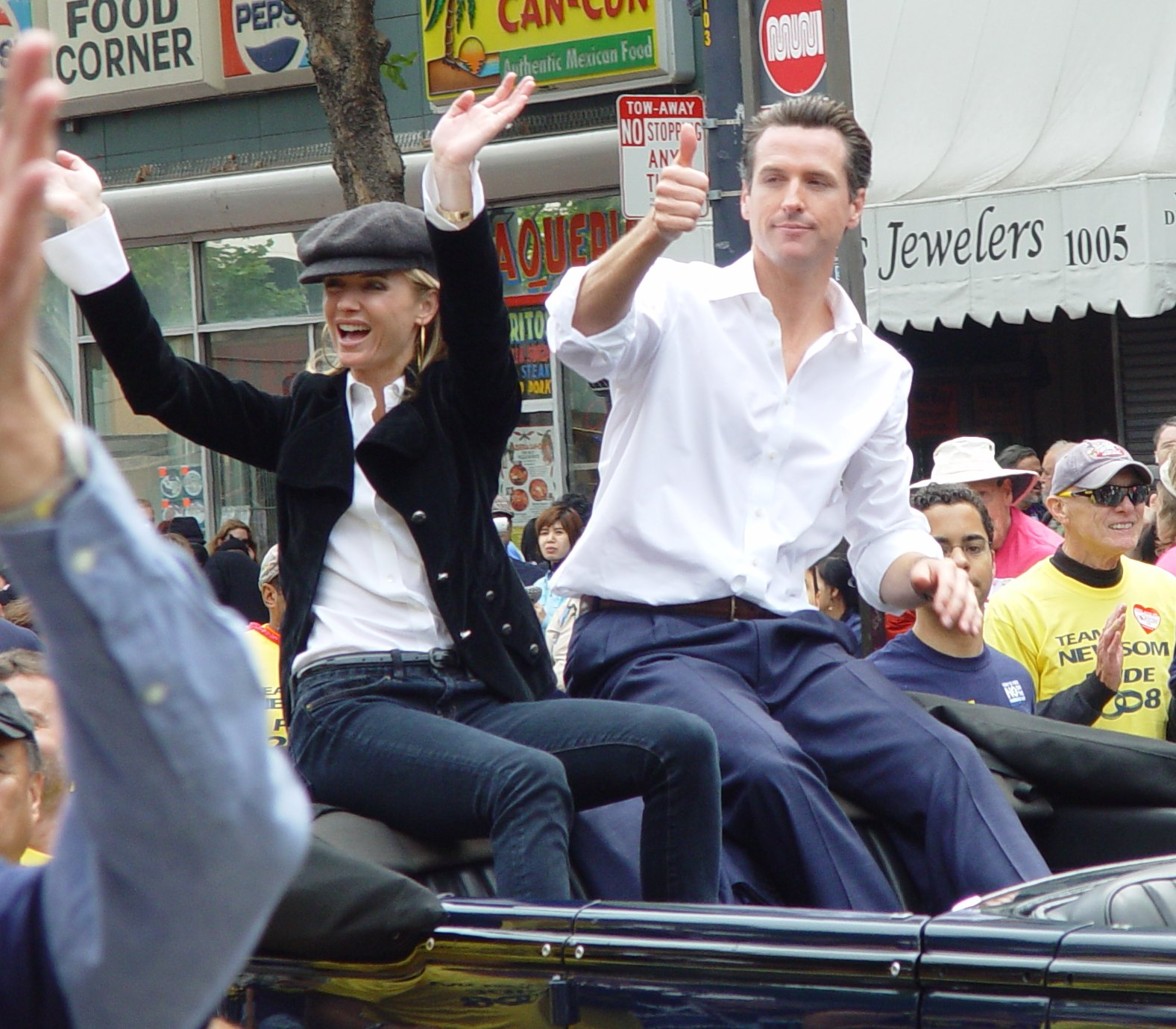
纽森和第二任妻子（当时是未婚妻）珍妮佛·西贝尔一起参加2008年旧金山同志骄傲大游行

2001年12月，纽森和前旧金山检察官和电视法学评论员金伯利·加法叶结婚，两人在当时加法叶就读法学院的旧金山大学校园内的圣依纳爵堂成婚。在2004年9月的《时尚芭莎》中，两人在盖蒂别墅前合影并被杂志誉为“新的肯尼迪夫妇”。在2005年1月，两人以“事业分居两大海岸造成的困难”为由共同提出离婚，离婚程序在2006年2月28日完成。离婚后，加法叶在福克斯新闻的一次谈话节目中声名大噪，之后成为第45任美国总统唐纳德·特朗普（纽森常常批判的对象）的资深顾问，并与特朗普的长子小唐纳德相恋。
2006年9月，纽森开始与好莱坞电影导演珍妮佛·西贝尔相恋，两人在2007年12月宣布订婚并于2008年7月在蒙大拿州史蒂芬斯维尔成婚。目前两人育有两男两女四个孩子。

### 醜聞
2007年1月13日，纽森的好友、竞选经理兼前参谋长艾力克斯·圖爾克（Alex Tourk）在得知妻子露比（Ruby Rippey-Tourk）在2005年与纽森有染后愤而辞职。纽森次日公開向公众承認並道歉，表示为自己的“个人大意”深感有愧。2018年，身为当事人的露比公开表态反对将纽森当年的性丑闻和正沸沸扬扬的MeToo运动做任何联系，表示当年的奸情实属自愿。

## 外部連結
- Governor Gavin Newsom （页面存档备份，存于） official government website
- Gavin Newsom for Governor （页面存档备份，存于） campaign website
- CityMayors profile about Gavin Newsom （页面存档备份，存于）

- 智慧投票计划中的傳記、投票紀錄及利益集團評級
- C-SPAN內的頁面（英文）
- Gavin Newsom （页面存档备份，存于） at On the Issues

| 前任者： 小威廉·布朗       | 第42任旧金山市长 2004–2011         | 繼任者： 李孟贤            |
| 前任者： 阿貝爾·馬爾多納多 | 第49任加利福尼亞州副州長 2011–2019 | 繼任者： 埃萊尼·科爾萊基斯 |
| 前任者： 杰里·布朗         | 第40任加利福尼亞州州長 2019–       | 繼任者： 現任              |